# Cycasis
Cycasis är ett släkte av steklar som beskrevs av Henry Keith Townes, Jr. 1965. Cycasis ingår i familjen brokparasitsteklar.
Kladogram enligt Catalogue of Life och Dyntaxa:
| Cycasis | \| \| Cycasis rubiginosa \| \| \| \| \| \| Cycasis trochanterata \| \| \| \| |
|         | \| \| Cycasis rubiginosa \| \| \| \| \| \| Cycasis trochanterata \| \| \| \| |
|         | Cycasis rubiginosa                                                           |
|         |                                                                              |
|         | Cycasis trochanterata                                                        |
|         |                                                                              |